# 回龙观东大街站
回龙观东大街站是一个位于中国北京市昌平区霍营街道、龙泽园街道交界回龙观东大街、科星路交叉口，属于北京地铁8号线的地铁车站。

## 历史

### 8号线
8号线车站于2011年12月31日作为8号线二期北段的终点站投入使用；2013年12月28日8号线北延联络线开通后，回龙观东大街站不再是终点站。

### 18号线
13A线（开通初期为13-18北段贯通线）回龙观东大街站于2023年3月2日开工建设。

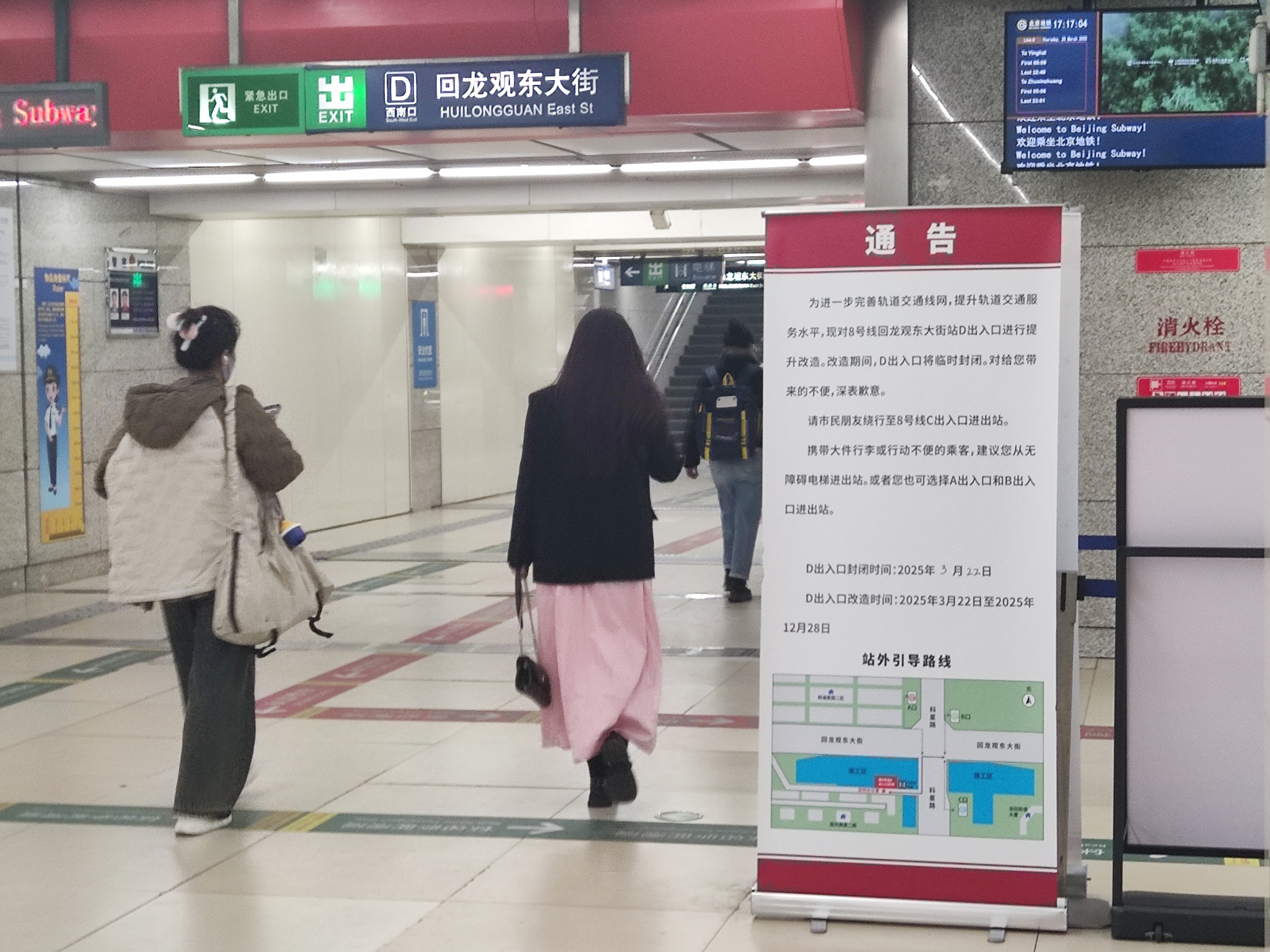
D口（除无障碍直梯外）在2025年3月22日至12月28日期间封闭的告示

因13A线车站建设需要，既有回龙观东大街站D口于2025年3月22日封闭，但D口无障碍直梯仍可正常使用，预计2025年12月28日重新建立D1、D2口。

## 位置
该站位于回龙观文化居住区东部，回龙观东大街（东西向）和科星路（南北向）交叉处，8号线车站呈南北走向，13A线车站呈东西走向。

## 结构

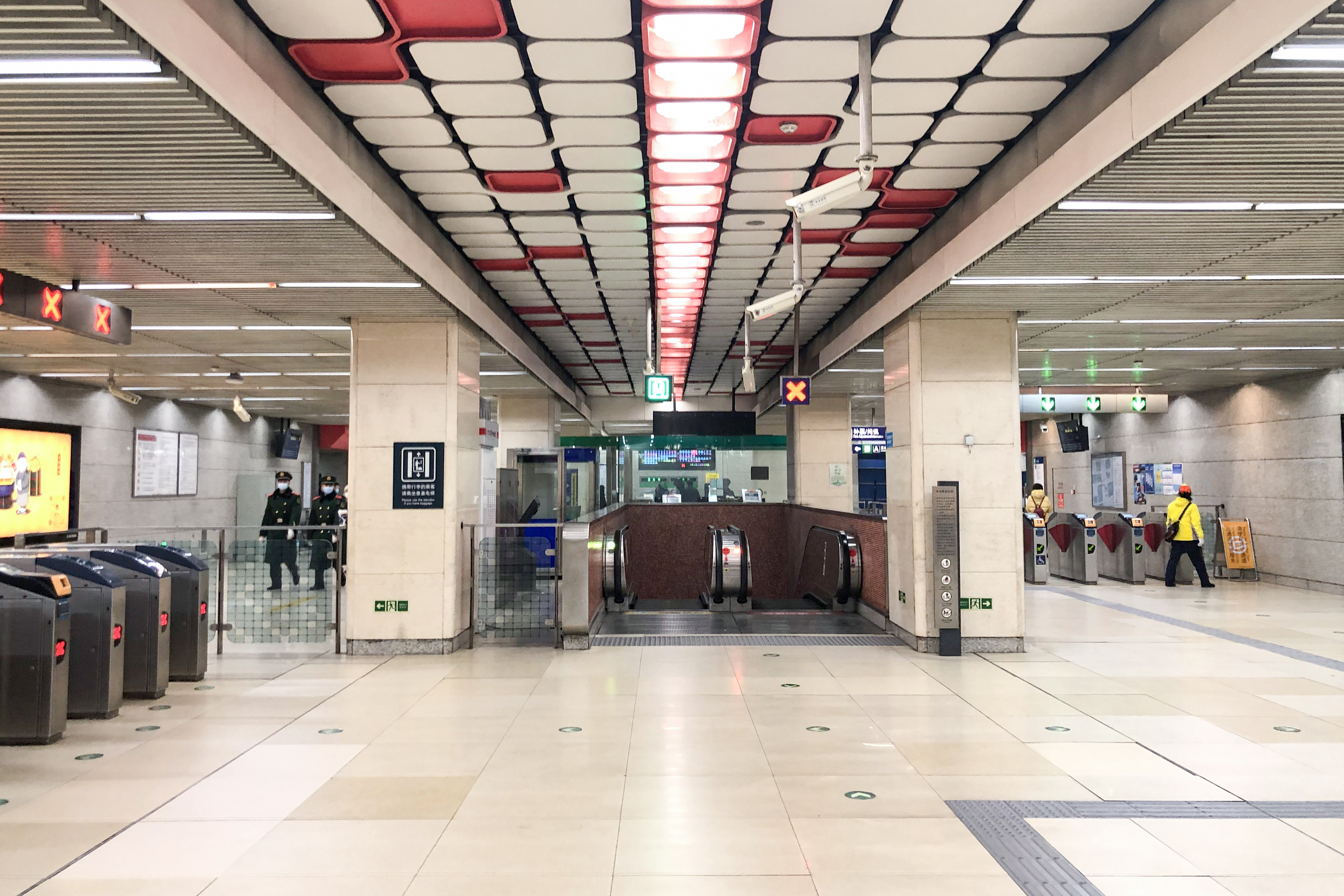
站厅（2021年3月摄）

回龙观东大街站为地下车站，岛式站台设计。车站顶部的色带为红色。月台北端设有一组通往平西府车辆段出入场线，二期北段延長段通車前，所有列車皆於此出入場綫折返。
| 地面层          | 街道                  | A-D出入口                        |
| 地下一层 站厅层 | 站厅                  | 客务中心、自动售票机、进出站闸机 |
| 地下二层 站台层 |                       | █ 8号线往朱辛庄（平西府）        |
| 地下二层 站台层 | 岛式站台，左側開门    |                                  |
| 地下二层 站台层 | █ 8号线往瀛海（霍营） |                                  |

## 出入口
8号线回龙观东大街站设有4个出入口，其中A、B、C口位于科星路，D口位于回龙观东大街。既有D出入口已于2025年4月拆除。
13-18北段贯通线开通后预计将新建D1、D2、E、F口（E口早期编号为A2口，F口早期编号为B2口）。
|                  |                |                                            |        |            |
| 编号             | 指示           | 建议前往的目的地                           | 照片   | 无障碍设施 |
| 出口 · A         | 回龙观东大街   | 龙锦三街、科星西路、和谐家园、和谐家园二区 |        | 不適用     |
| 出口 · B         | 科星路、黄平路 | 龙锦苑东二区、上坡佳园、回龙观人民法庭     |        | 不適用     |
| 出口 · C         | 科星路、黄平路 | 旺龙花园、农业农村部管理干部学院           |        | 不適用     |
| · （仅开放直梯） | 回龙观东大街   | 科星西路、龙跃街、首开·国风美唐            |        |            |
| · （建设中）     |                |                                            | 不適用 | 不適用     |
| · （建设中）     |                |                                            | 不適用 | 不適用     |
| · （建设中）     |                |                                            |        | 不適用     |
| · （建设中）     |                |                                            | 不適用 | 不適用     |
| 註： 設有        |                |                                            |        |            |